# Playa Grande
Playa Grande är en ort i Mexiko.   Den ligger i kommunen Puerto Vallarta och delstaten Jalisco, i den centrala delen av landet, 600 km väster om huvudstaden Mexico City. Playa Grande ligger 46 meter över havet och antalet invånare är 305.
Terrängen runt Playa Grande är kuperad åt sydost, men åt nordväst är den platt. Runt Playa Grande är det tätbefolkat, med 266 invånare per kvadratkilometer. Närmaste större samhälle är Puerto Vallarta, 5,5 km sydväst om Playa Grande. I omgivningarna runt Playa Grande växer huvudsakligen savannskog.